# Sarcophyton nanwanensis
Sarcophyton nanwanensis is een zachte koraalsoort uit de familie Alcyoniidae. De koraalsoort komt uit het geslacht Sarcophyton. Sarcophyton nanwanensis werd in 2004 voor het eerst wetenschappelijk beschreven door Benayahu & Perkol-Finkel. 